# Sherlock Holmes in the Great Murder Mystery
Pour plus de détails, voir Fiche technique et Distribution.
Sherlock Holmes in the Great Murder Mystery est un film américain, sorti en 1908.

## Synopsis
Un crime est commis par un gorille échappé de sa cage. Des indices accusent un jeune homme, Jim. Il est jugé et condamné, mais Sherlock Holmes va découvrir que c'est l'animal qui est coupable et il arrive juste à temps pour empêcher l'exécution.

## Fiche technique
- Titre original : Sherlock Holmes in the Great Murder Mystery
- Titre alternatif : Sherlock Holmes and the Great Murder Mystery
- Scénario d'après les personnages d'Arthur Conan Doyle et inspiré de la nouvelle Double Assassinat dans la rue Morgue d'Edgar Allan Poe
- Pays d’origine :  États-Unis
- Langue originale : anglais
- Format : noir et blanc — Film muet
- Genre : film policier
- Durée : une bobine (800 pieds)
- Dates de sortie :  États-Unis : 27 novembre 1908